# La Logique politique
La Logique politique (arabe : اللوجيك السياسي) est une émission télévisée tunisienne composée de marionnettes évoquant la vie politique nationale. Elle est inspirée par Les Guignols de l'info et présentée par la marionnette du journaliste sportif Taoufik Labidi.

## Historique
Sous le régime de Zine el-Abidine Ben Ali, l'émission est diffusée sous un autre nom, Kadechna Logique (arabe : قداشنا لوجيك), durant le mois de ramadan et ne parle pas de politique mais de culture, de cinéma et de télévision. Après la révolution de 2011 et le départ de Ben Ali, l'émission change de nom. Sa première diffusion a lieu le 9 mai 2011 avec les marionnettes de Ben Ali, Moncef Marzouki, Rached Ghannouchi, Béji Caïd Essebsi, Nabil Karoui et plusieurs autres personnalités politiques et célébrités du moment. À la suite du succès de cet unique épisode, cette dernière se transforme en émission régulière, insérée dans l'émission de Moez Ben Gharbia inspirée du Grand Journal, 9h du soir, à partir du 1er mars 2012. Elle est diffusée chaque jeudi jusqu'au 19 juin 2012. Elle est ensuite diffusée comme émission indépendante tous les soirs pendant la seconde moitié du ramadan 2012. 
L'émission est arrêtée en août 2012 en raison de pressions indirectes des autorités au pouvoir, selon le secrétaire général du Syndicat national des journalistes tunisiens (en),. Le Monde évoque quant à lui un contentieux commercial opposant Ettounsiya TV et Nessma à propos de l'exclusivité sur ce type d'émission. L'émission reprend après deux semaines d'absence.

## Fiche technique
- Réalisateur : Sami Fehri
- Scénaristes : Sami Fehri et Naoufel Ouertani
- Voix : Wassim Herissi

## Marionnettes
Voici la liste des personnages possédant une marionnette :
- Zine el-Abidine Ben Ali
- Abdel-Ilah Benkiran
- Ahmed Brahim
- Jalel Brick
- Ahmed Néjib Chebbi
- Ala Chebbi
- Béji Caïd Essebsi
- Rached Ghannouchi
- Hamma Hammami
- Hamadi Jebali
- Nabil Karoui
- Ibrahim Kassas
- Moncef Marzouki
- Wassim Herissi